# Calvatia cyathiformis
Calvatia cyathiformis es una especie cosmopolita de hongo polvera de la familia Lycoperdaceae.

## Etimología
El epíteto específico significa “en forma de copa”, originalmente del francés cyathiforme.

## Características
El cuerpo fructífero es subgloboso, liso o con pequeñas escalas, de color blanco a marrón o rosado, con una base corta y delgada similar a un tallo. Generalmente se rompe en las zonas más externas cuando las esporas están maduras. Las esporas son de un color entre violeta y marrón.
Calvatia cyathiformis es comestible y suele gustarle al ganado vacuno.

## Nombres comunes
Se lo conoce como "bola de llano" o "hongo de bola" en Cuba; "chipo de venado" en algunas zonas de México.

## Clasificación
- Reino Fungi 
  - Filo Basidiomycota 
    - subfilo Agaricomycotina 
      - Clase Agaricomycetes 
        - Subclase Agaricomycetidae
          - orden Agaricales 
            - Suborden Agaricineae
              - Familia Lycoperdaceae 
                - género Calvatia
                  - Calvatia cyathiformis
                    - Calvatia cyathiformis f. chilensis
                    - Calvatia cyathiformis f. cyathiformis[4]

## Galería

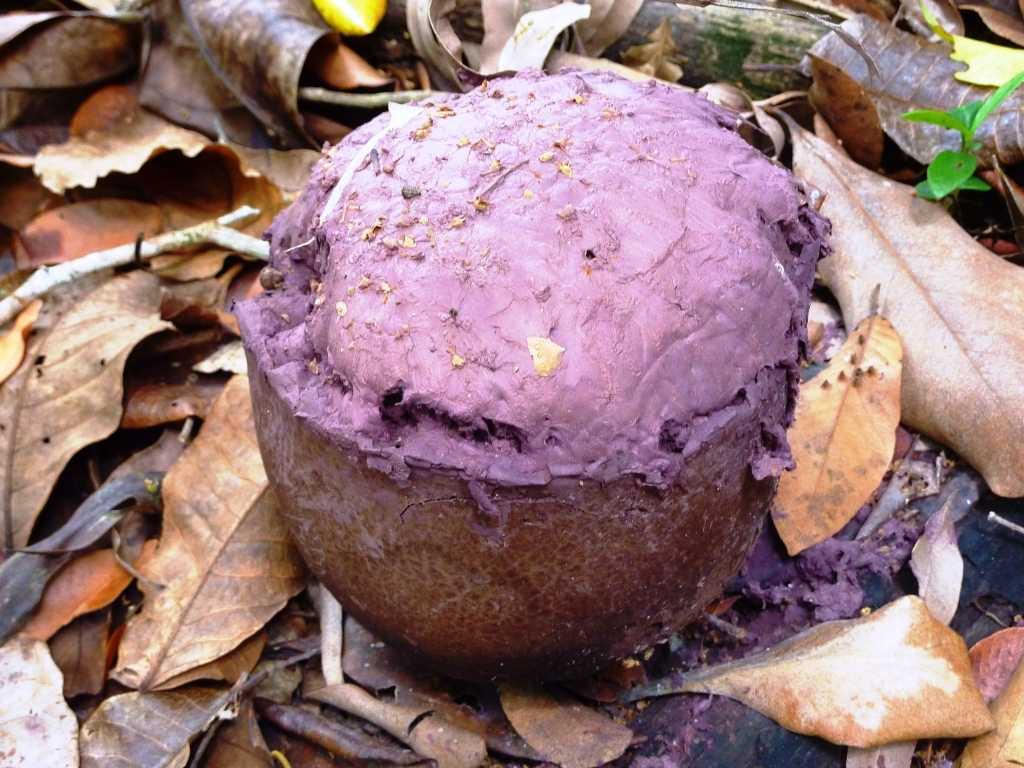
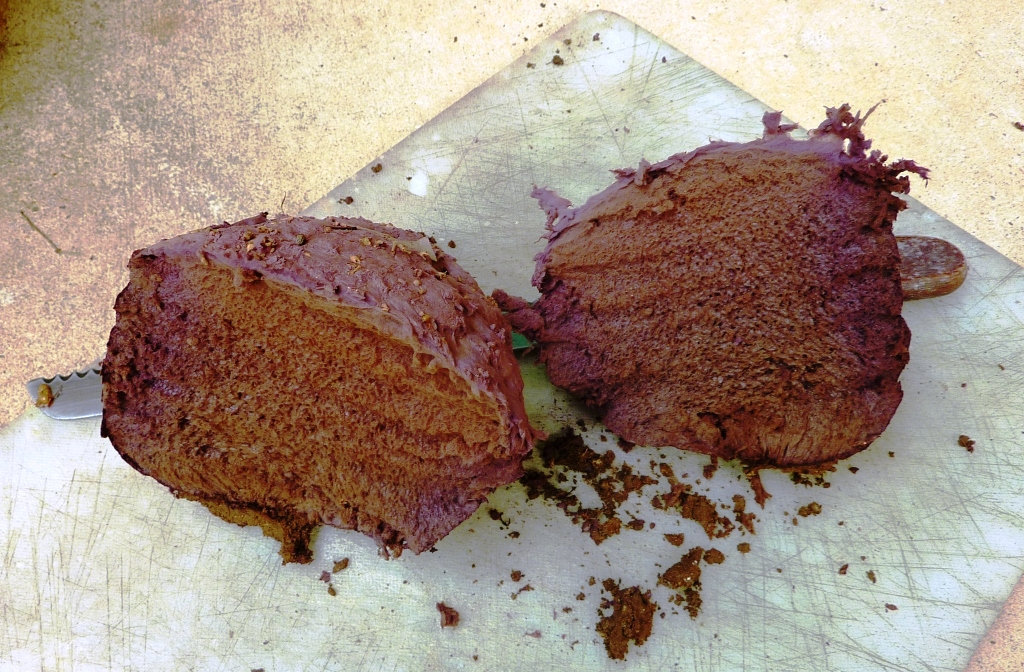
Calvatia cyathiformis con gleba madura abierta
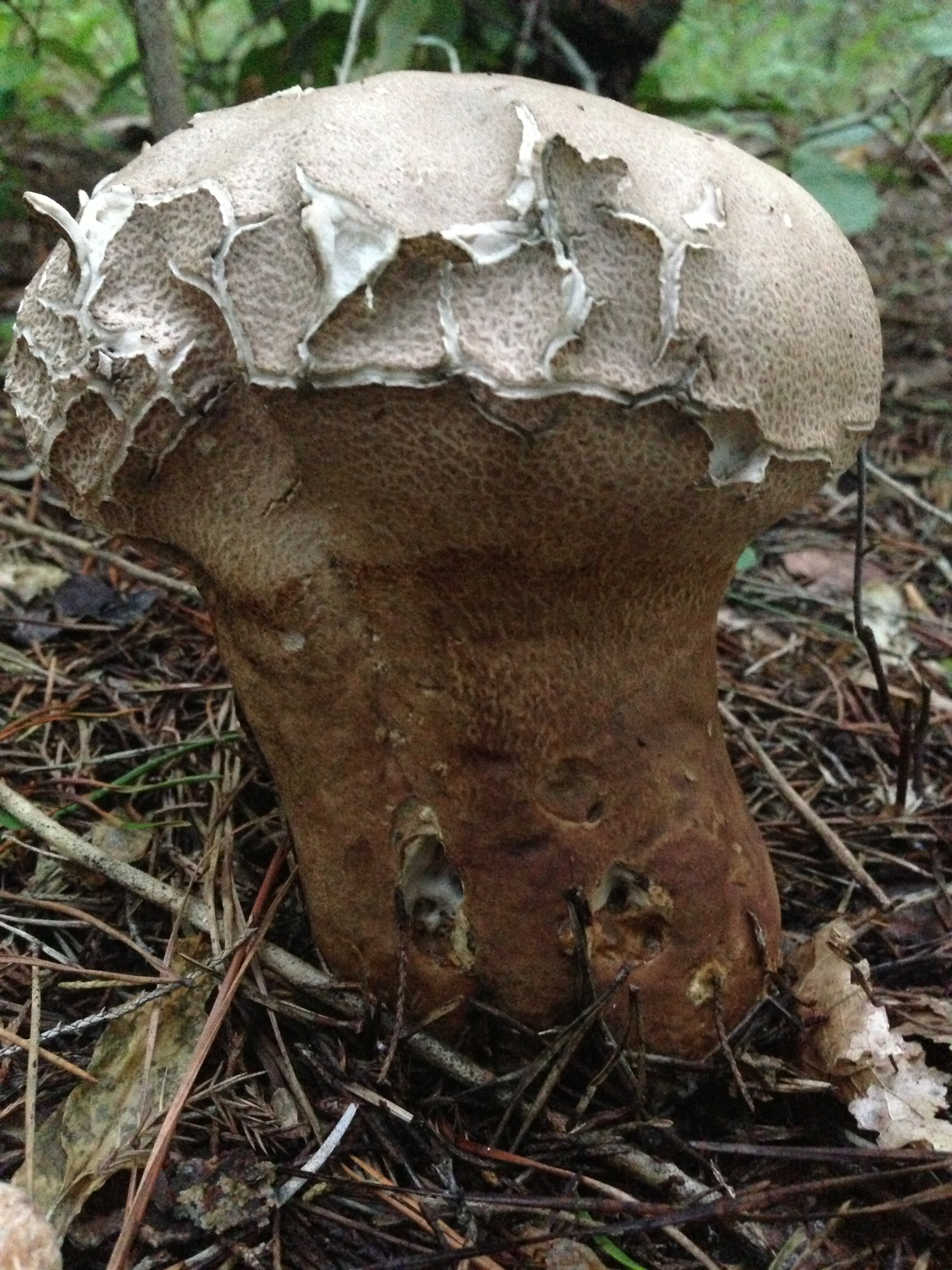
Calvatia cyathiformis en Virginia, Estados Unidos
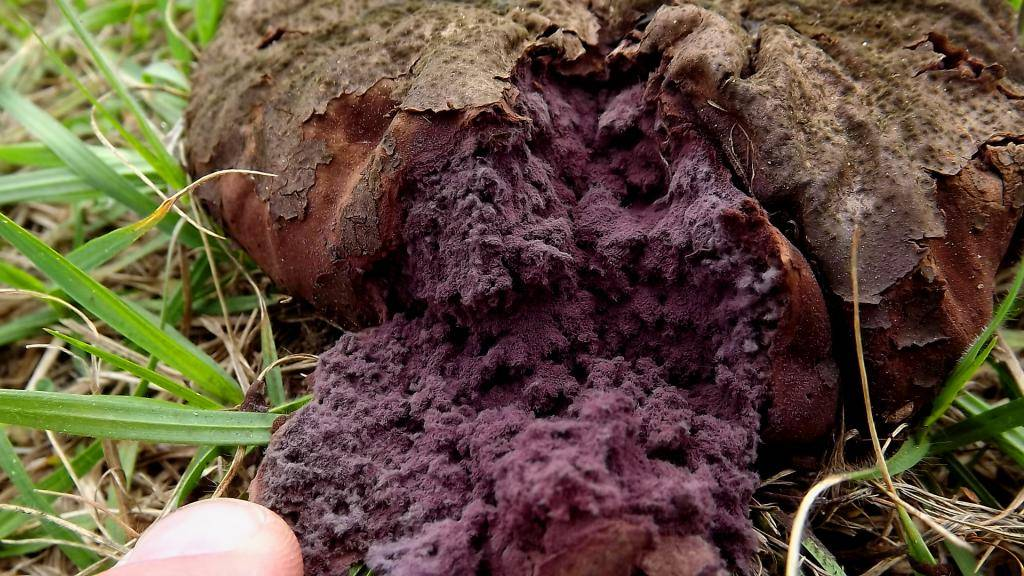
Calvatia cyathiformis
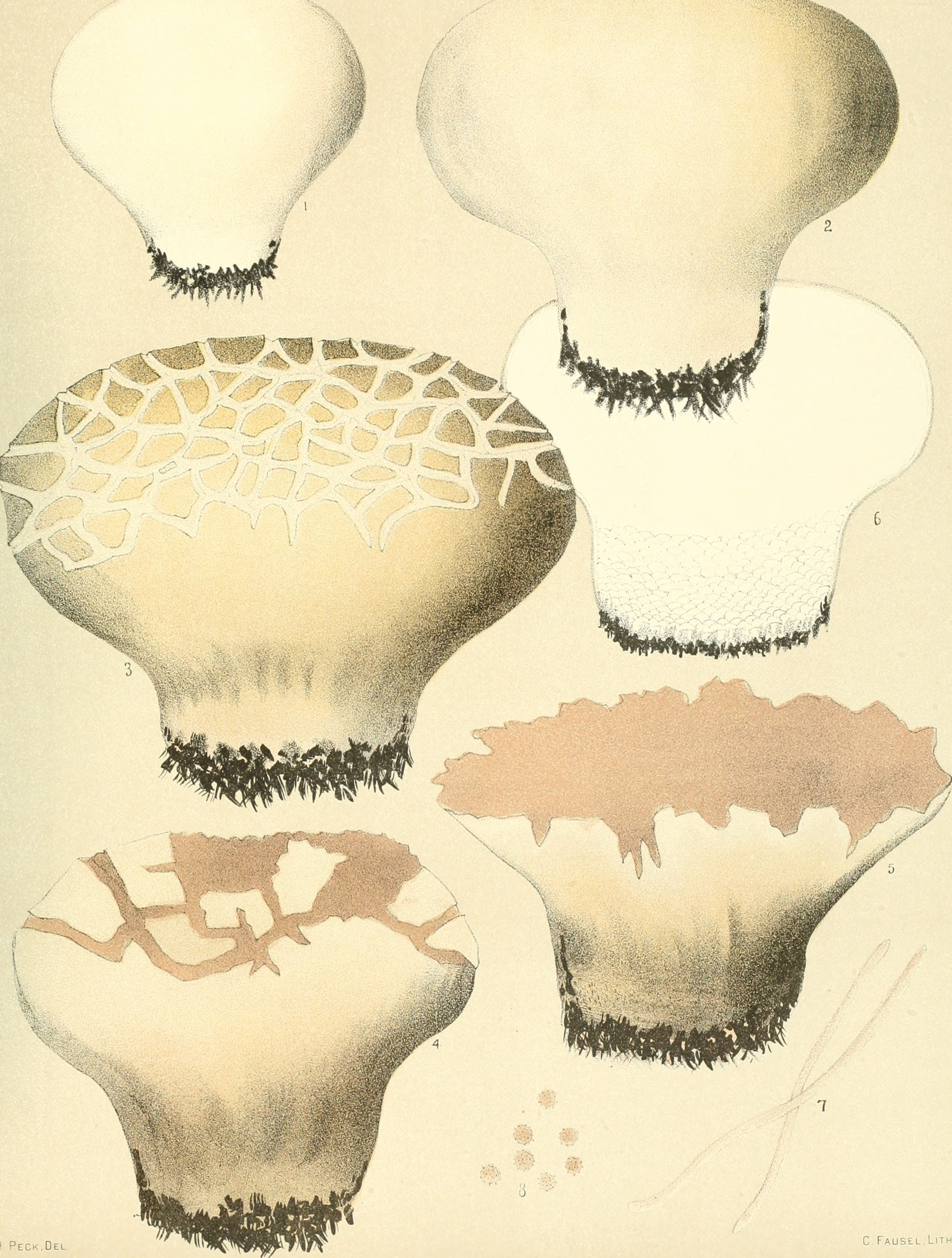
Calvatia cyathiformis
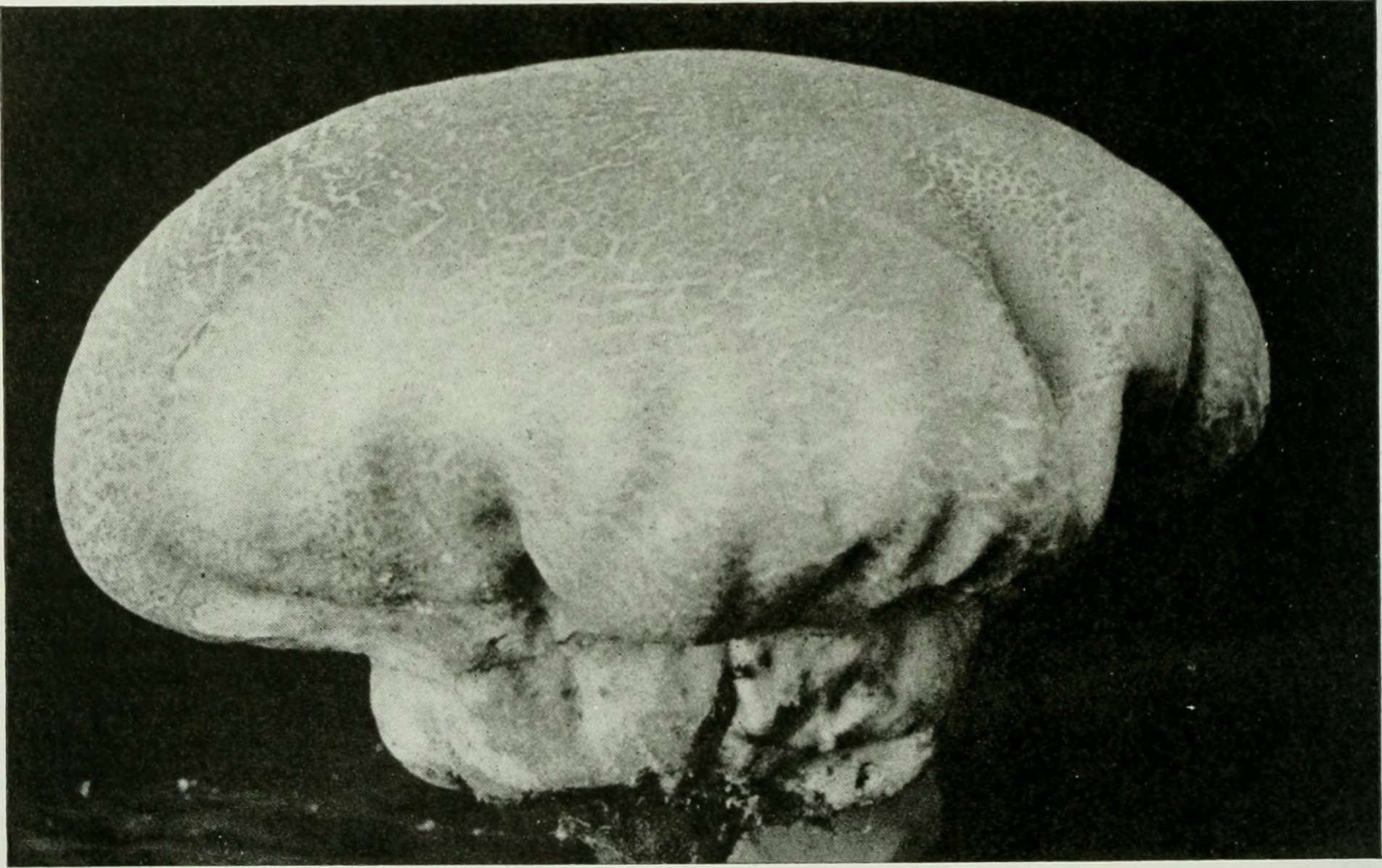
Calvatia cyathiformis
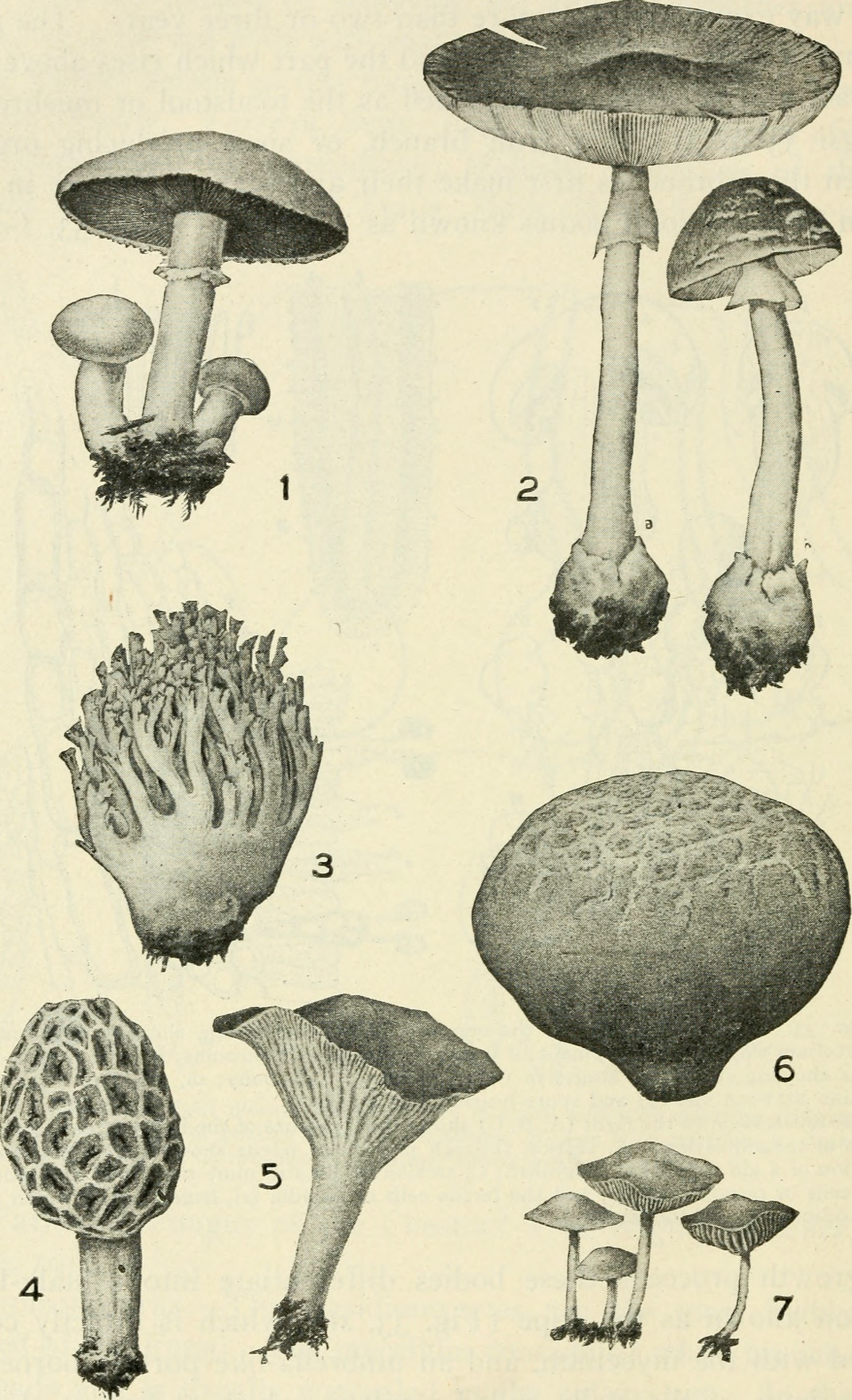
Calvatia cyathiformis
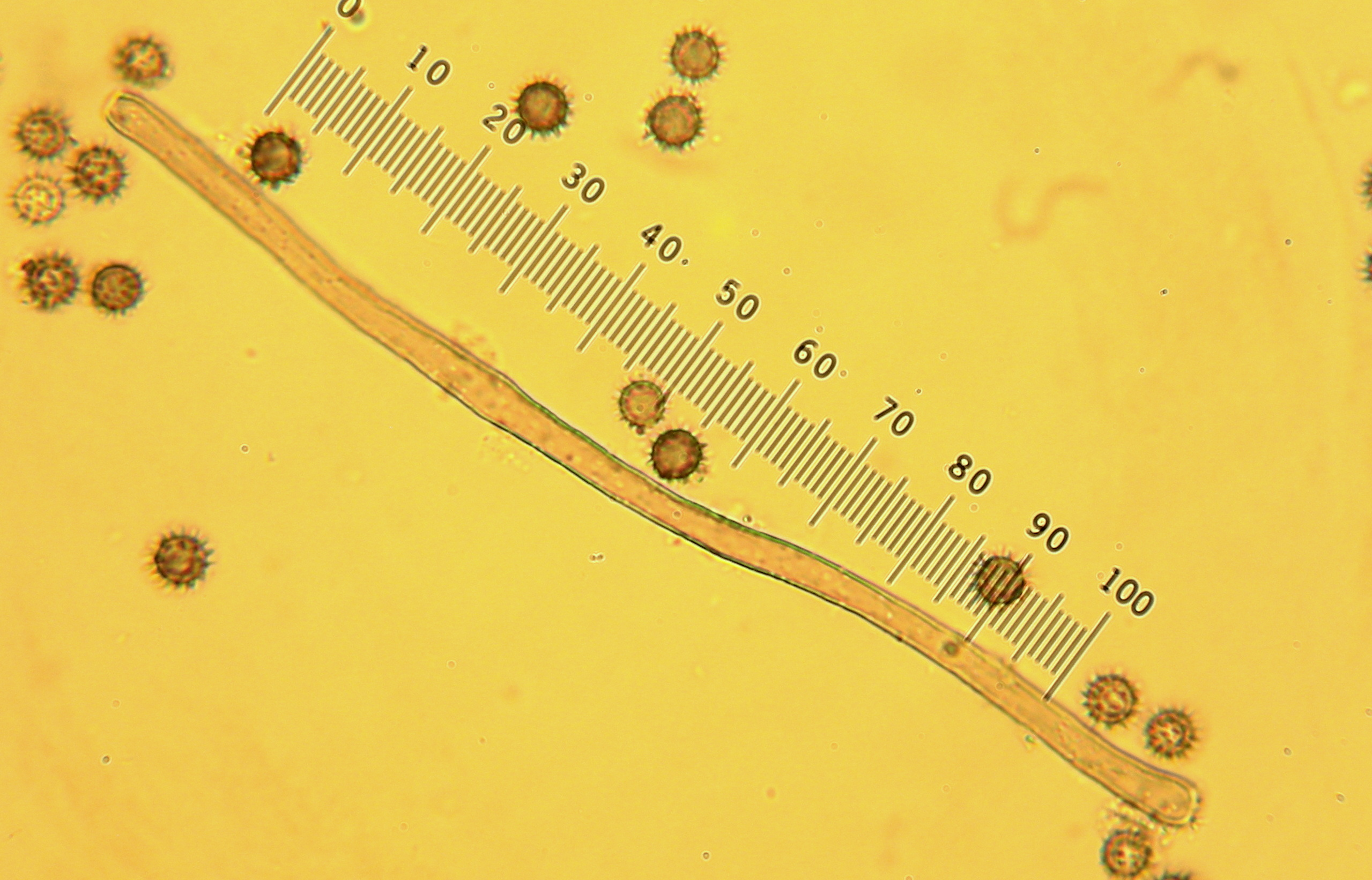
esporas de Calvatia cyathiformis